# Táxi

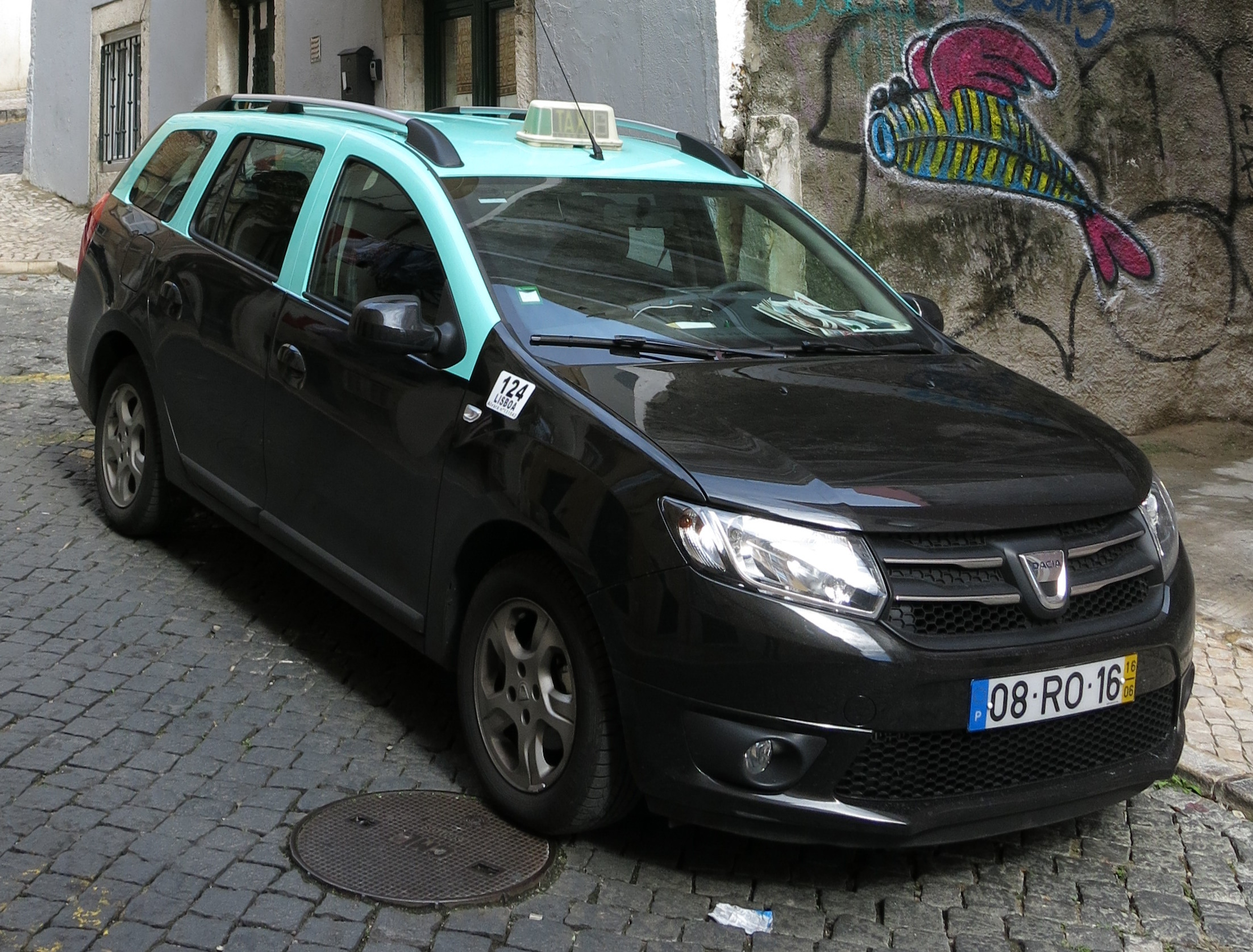
Um táxi de Lisboa.

Um táxi (forma reduzida de "taxímetro") é um automóvel destinado ao transporte de passageiros e provido de um taxímetro. É um modo de transporte público com características entre os veículos privados e os ônibus urbanos, sem uma rota regular e contínua.

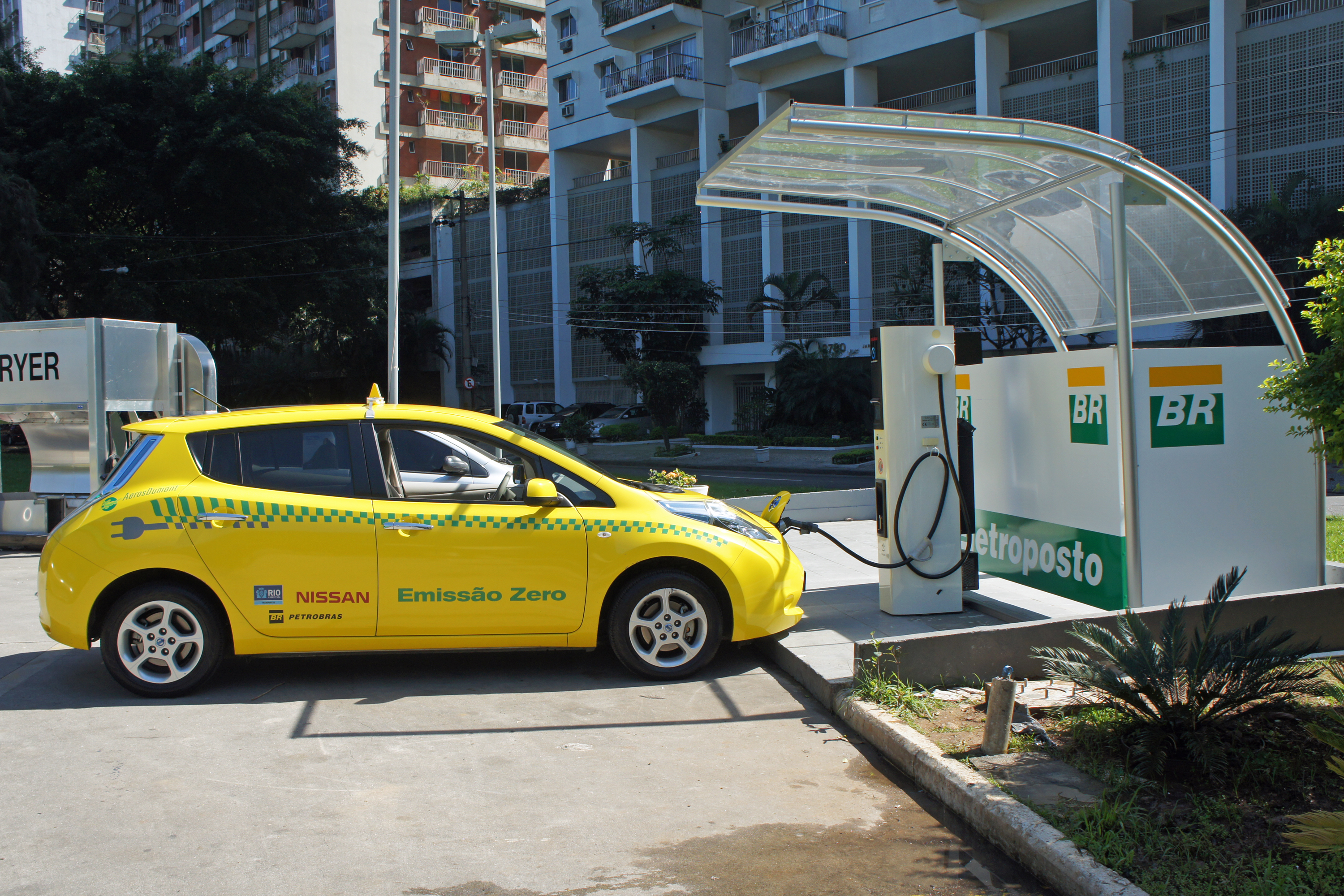
Táxi elétrico operando no Rio de Janeiro.

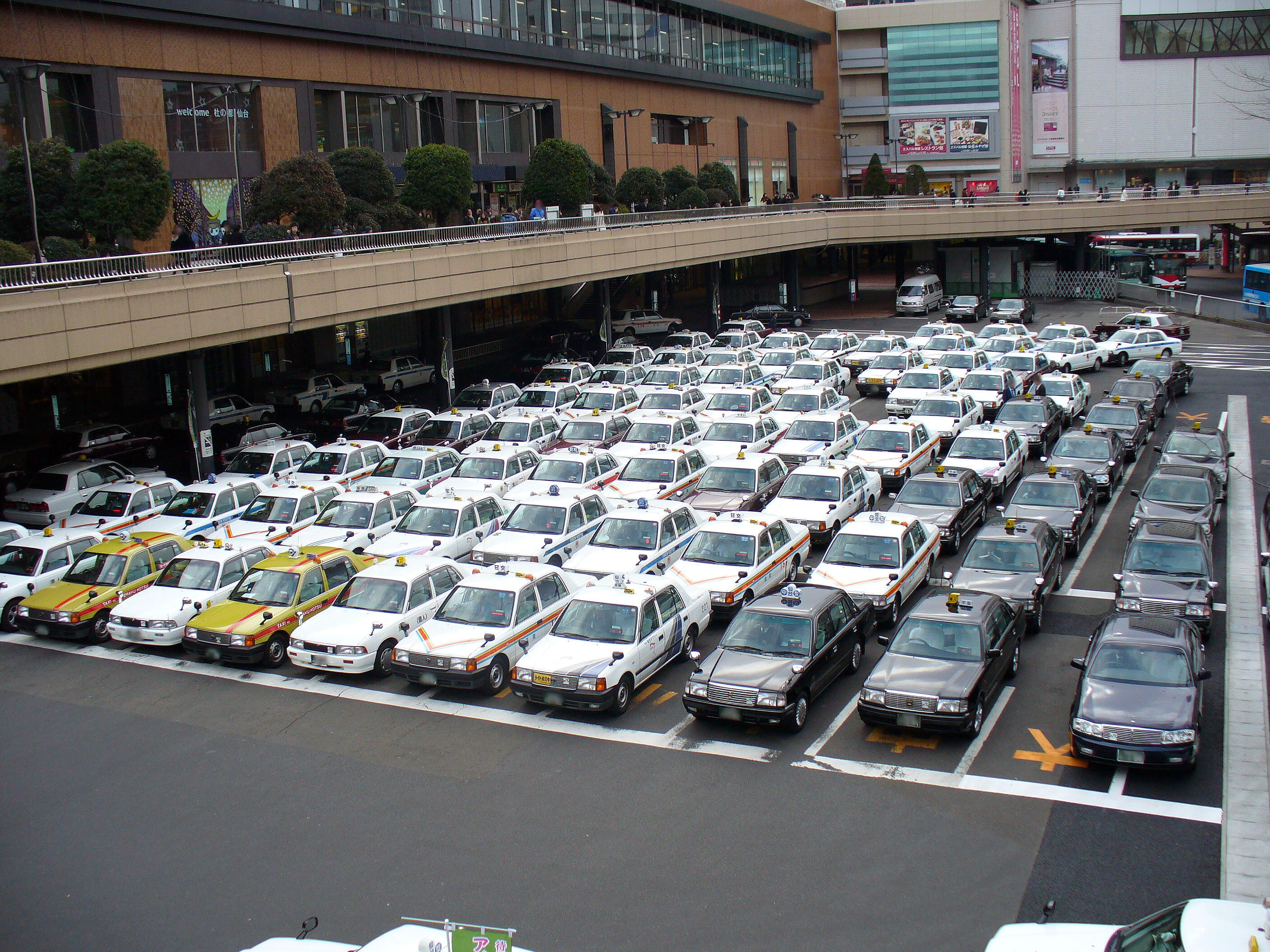
Táxis estacionados em Sendai, no Japão.

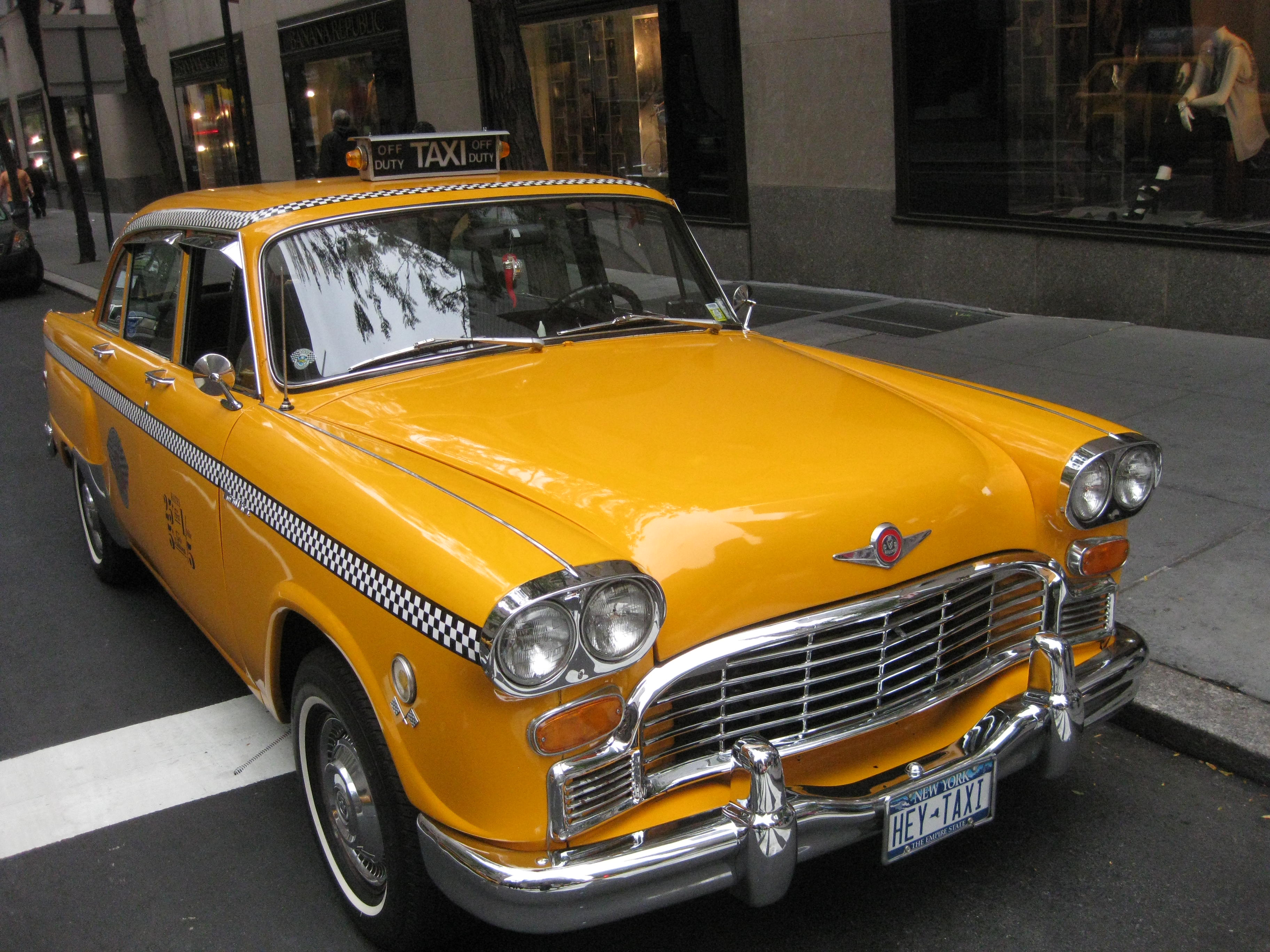
Um Checker Cab, um dos antigos táxis de Nova Iorque.

Na maioria dos países, os serviços de táxi são subdivididos nas categorias "táxi comum" e "táxi especial" (este último, também chamado "táxi executivo" e "radiotáxi"ː em inglês, private hire vehicle - PHV). A principal diferença entre esses serviços é que o táxi especial só pode transportar passageiros preagendados, não podendo utilizar os pontos de táxi ou mesmo aliciar passageiros nas ruas.

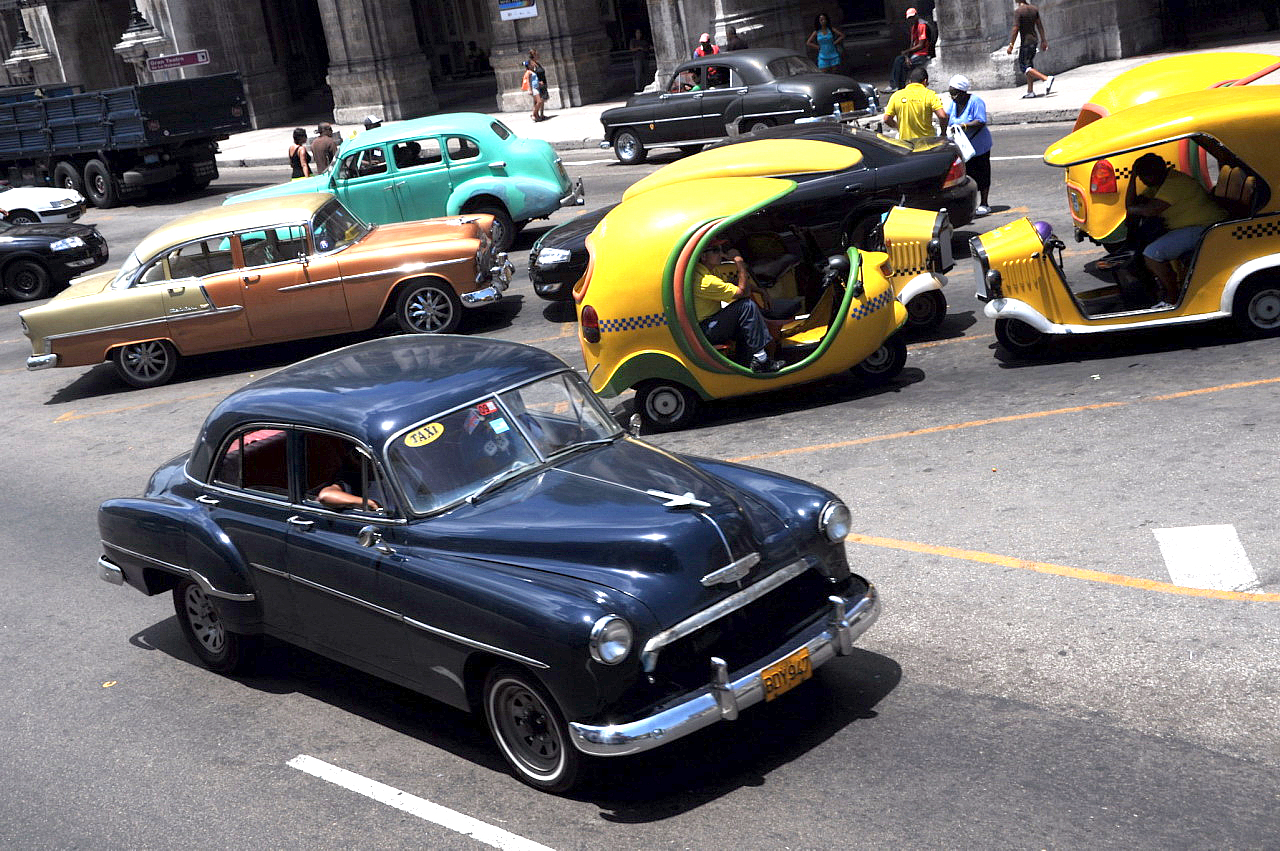
Táxis circulando em Havana, Cuba.

Nos serviços de táxi comum, calcula-se a tarifa por meio de um taxímetro. Quando se utiliza taxímetro, este é previamente aferido e calcula a tarifa a partir do somatório da tarifa inicial, também conhecida como bandeirada, com a tarifa métrica ou horária. A tarifa métrica mais comumente utilizada é a bandeira 1; a bandeira 2 costuma ser acionada quando há fatores que justifiquem um acréscimo no valor da corrida (horário noturno, estrada de terra etc.) O taxímetro comuta o sistema de medição para tarifa horária, quando o veículo está em baixa velocidade ou parado.
A operação dos serviços de táxi se dá principalmente em três segmentos: pontos de táxi, bandeirada e radiotáxi. Nos pontos de táxi, os veículos são organizados no sistema FIFO (first-in-first-out), ou seja, a ordem de chegada no ponto de táxi determina a de saída. O segmento bandeirada, onde os taxistas procuram os passageiros nas ruas, ainda é utilizado em diversas cidades europeias, australianas e norte-americanas, contudo ele tem perdido espaço para os operadores de radiotáxi. Este último segmento tem se mostrado social e economicamente mais eficiente, sendo uma tendência de mercado.
As principais formas de regulação por parte do Poder Público são: forma de entrada no mercado e tarifação. As principais formas de regulação da tarifa de táxi são: a) por teto máximo (e mínimo): muito utilizada quando se pretende evitar ou desmontar um mercado sob monopólio ou oligopólio; b) fixa: muito utilizada quando o mercado dominante é do segmento ponto de táxi; e c) de livre concorrência (desregulamentação): permite que mercado regule o seu valor pela concorrência direta e permanente.

## História

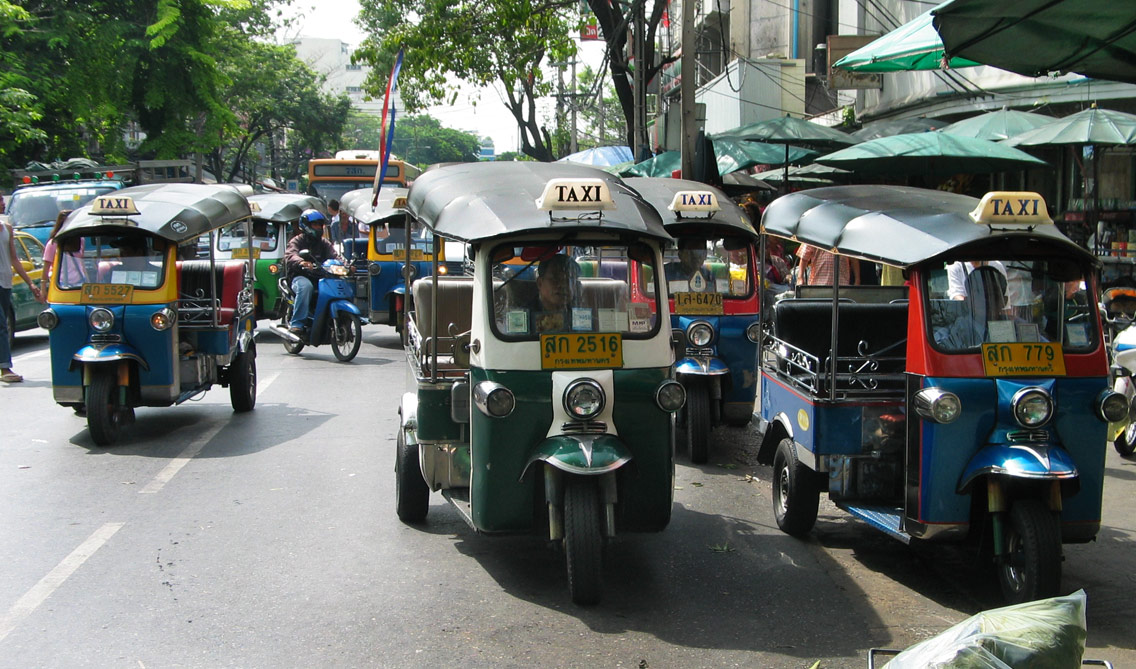
Tuk-tuks utilizados como táxis em Banguecoque.

O táxi propriamente dito apareceu historicamente quando foram aplicadas taxas à sua utilização através de taxímetros. Contudo, o serviço de transportar pessoas numa grande cidade a qualquer pessoa que o solicite é quase tão antigo como a civilização. O primeiro serviço desse género apareceu com  a invenção do riquexó — carro de duas rodas puxado por um só homem. Existia, embora em pouca abundância, nas principais cidades da Antiguidade, mas era exclusivo das elites, que possuíam escravos para puxar esses carros.

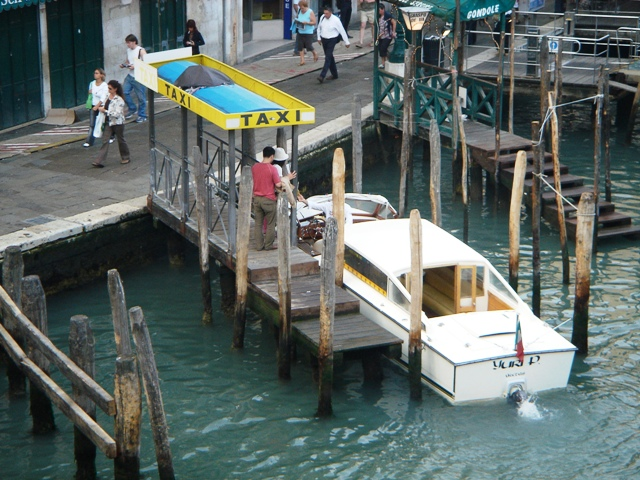
Um barco a ser utilizado como táxi em Veneza.

Nas ruas da Roma Antiga, circulavam liteiras transportadas por dois ou quatro escravos que levavam quem quer que os solicitasse. Essa pessoa teria de pagar apenas o preço previamente estipulado pelo amo desses escravos. Apesar de já existirem veículos com rodas, os "táxis" romanos não os utilizavam devido às movimentadas vias de comunicação da metrópole.
Depois da Queda do Império Romano do Ocidente, os carros e carruagens começaram a desaparecer das grandes metrópoles, tal como a sua população, que foi para o meio rural à procura de subsistência. Este acontecimento ditou o fim dos serviços de transporte público e privado.
Na Idade Média, o transporte de pessoas era assegurado por carruagens muito rudimentares de tracção animal, que, no Renascimento, foram melhoradas, tendo-lhes sido então acrescentados ornamentos, cobertura e até cortinas. Em 1605, apareceram, em Londres, as primeiras carruagens de aluguer — as hackneys. O sucesso foi tanto que, em 1634, o elevado número de carruagens de aluguel fazia com que as principais ruas da metrópole ficassem completamente engarrafadas, o que levou o Parlamento a limitar o número de carruagens a circular. Mas não só em Londres havia problemas de tráfego por causa de carruagens de aluguer; também em Paris, primeiro os corbillards e depois os sociables, fizeram um estrondoso sucesso no século XVII. Já nos finais do mesmo século, surgiram, na Alemanha, os inovadores landau e os landaulet (versão reduzida do Landau). Posteriormente, no século XVIII, foi criado o gig em França, que deu origem ao tilbury em Inglaterra e posteriormente ao cabriolet. No século XIX, já qualquer grande cidade tinha centenas, ou mesmo milhares de carruagens de aluguel.
Os primeiro táxis motorizados apareceram em 1896 na cidade alemã de Estugarda. No ano seguinte, Freidrich Greiner abriu uma empresa concorrente, na mesma cidade, mas os seus carros estavam equipados com um sistema inovador de cobrança — o taxímetro. A implantação dos táxis foi generalizada em 1907. Nesse mesmo ano, em Paris, todos os carros de aluguel tinha de possuir um taxímetro obrigado por lei. Antes da Primeira Guerra Mundial, já todas as grandes cidades europeias e americanas tinham serviço de táxis legais e pintados com esquemas de cores diferentes. Desde então, as alterações foram poucasː apenas algumas alterações nos aparelhos possuídos pelos carros, tais como rádios e aparelhos de ar-condicionado.
Atualmente, os serviços de táxi nas grandes cidades do Mundo ganham, a cada dia, inovações e melhorias, tanto no que diz respeito ao táxi em si como ao taxista ou à forma como ele recebe o pedido de táxi. A prova disso são modelos de carros com cabines de segurança, táxis elétricos, táxis blindados, que se transformam em dormitórios e muitos outros. A evolução do táxi é impulsionada não apenas pelas inovações automobilísticas, mas também por necessidades específicas dos táxis e pelos números crescentes da violência. Os novos serviços oferecidos trazem acesso à internet, motoristas bilíngues, e uma infinidade de serviços complementares. Uma nova modalidade de táxi que surgiu em 2009 foi o da empresa Uber, que permite que qualquer pessoa possa se cadastrar e passar a oferecer serviços de táxi via chamada de telefone celular. Devido ao seu sucesso, esta nova modalidade de táxi vem sendo combatida pelos taxistas tradicionais, que questionam sua legalidade.

## No mundo

### No Brasil

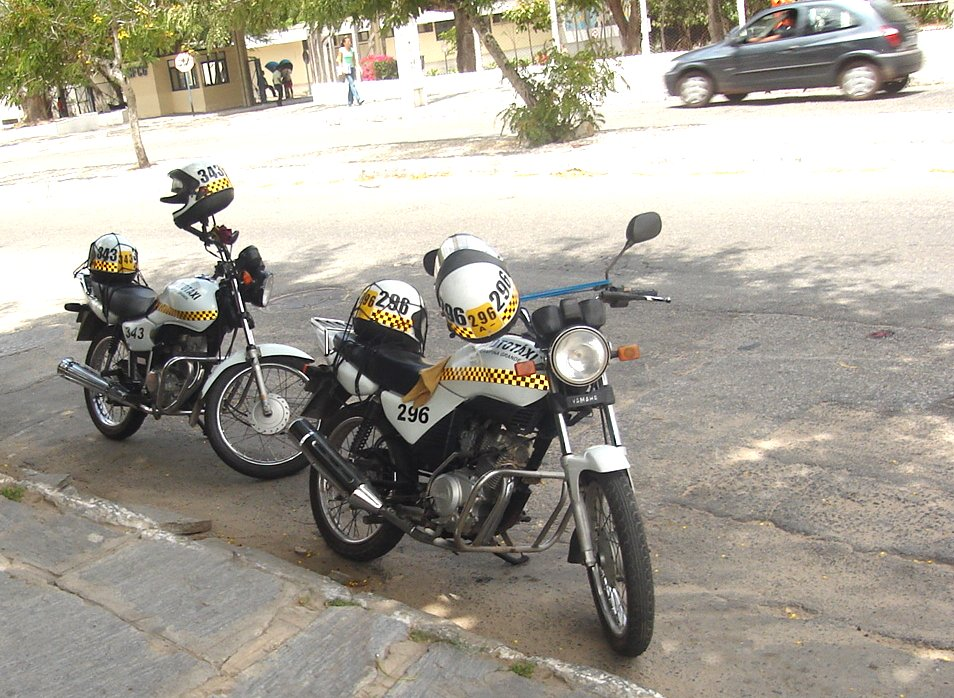
Mototáxis operando em Campina Grande, Brasil.

Os municípios brasileiros diversificam os serviços de táxi em modalidades, tais como táxi luxo, táxi especial, táxi comum, táxi comum-rádio, táxi-lotação, táxi mirim e mototáxi, quase todos se utilizando de taxímetro.
Os serviços de táxi são inegavelmente atividades de interesse público. Todavia, apesar de terem seus mercados fechados à entrada, sob o ponto de vista jurídico brasileiro seria mais bem regulado sob os princípios constitucionais da livre iniciativa e livre concorrência, como ocorre com o aluguel de veículo sem motorista.
Nesse vácuo regulatório, municípios brasileiros estão se utilizando da necessidade de legislar sobre os serviços de táxi, que é eminentemente de interesse local, enquadrando-os na categoria de serviços de interesse público, contudo nem sempre tendo seus operadores selecionados através de licitação, mas, em alguns casos, autorizando-se a transferência de permissão. Esse mecanismo deve prevalecer pelo menos até a estabelecer diretrizes para a regulação desta modalidade de transporte.
Em Curitiba, durante a década de 1970, mais precisamente em 1976, surgiu o primeiro serviço de radiochamada (radiotáxi) do Brasilː o "Radio Taxi Vermelha", criado por Arould Armstrong. As pessoas ligavam para a central, a telefonista anotava o endereço e número na papeleta e dava para o operador que falava no rádio, dando a corrida para o ponto mais próximo (todo motorista tinha um rádio em seu carro). Arould Armstrong também deu nome aos pontos, pois, antigamente, os pontos não tinham nome. Posteriormente, Armstrong vendeu a Radio Vermelha para os motoristas e fundou outro radiotáxi, o TeleTaxi.
A cidade de São Paulo agrega o maior número de táxis do Brasil, com aproximadamente 33 mil táxis, dos quais cerca de quatro mil são táxis de frotas, que são de propriedade de empresas. Na maior parte do Brasil e do mundo, os táxis trabalham através de licenças emitidas pelo Poder Público.
Esta licença comumente adquire um valor de mercado, variando de cidade para cidade. Por exemplo, no ano de 2004, a Prefeitura de Nova Iorque leiloou uma licença do serviço de táxis e os interessados pagaram cerca de 360 mil dólares. Na cidade do Rio de Janeiro, uma licença ou ainda alvará, como também é conhecida, custa cerca de 60 mil reais e, em São Paulo, o valor varia entre 70 mil a 90 mil reais (dependendo do ponto de estacionamento, chega a 300 mil reais como no caso do Aeroporto de Congonhas e a valores como 180 mil reais como no caso do Shopping Iguatemi).
Portanto, não basta apenas ter um carro para a pessoa interessada em se tornar um taxista de fato tornar-se um. Ela precisa que o veículo tenha uma licença específica. Para aquelas pessoas que não puderem ou não quiserem gastar com uma licença, elas podem optar em trabalhar com um táxi de frota. Táxis de frotas são veículos de empresas de táxis que ficam disponíveis para taxistas em troca do pagamento de um valor diário, semanal ou mensal. Em São Paulo, esse valor diário pode variar entre 85 e 115 reais, mais o preço da gasolina. Outras alternativas disponíveis em algumas cidades brasileiras são alugar um táxi de uma associação ou cooperativa de radiotáxi, ou mesmo alugar um carro de outro taxista, pagando, também, um valor diário.

### Em Portugal
A atividade de transporte de aluguer em veículos automóveis ligeiros de passageiros em Portugal, vulgarmente conhecidos como táxis, obedece a requisitos uniformes de âmbito nacional, estabelecidos pelo governo português, sendo considerada uma prestação de serviço de caráter público. Nas regiões autónomas de Açores e Madeira, estes requisitos podem ter algumas alterações estabelecidas pelos órgãos de governo próprio das regiões. Os táxis são também conhecidos em Portugal por «carros de praça», designação tradicional pela qual eram já referidos os carros de aluguer puxados a cavalo que faziam serviços semelhantes nas cidades portuguesas do século XIX e de início do século XX. Analogamente, o serviço de táxis é referido também por «serviço de praça».
Os táxis que prestam serviço na Região Autónoma da Madeira obedecem genericamente às mesmas características em vigor no resto do país, mas têm a particularidade de disporem da caixa pintada de amarelo com uma faixa lateral azul claro. Estas cores foram adoptadas, por disposição do Governo Regional no início da década de 1980 e reproduzem as cores principais da bandeira regional. Os táxis madeirenses são representados pela Associação dos Industriais de Táxi da Região Autónoma da Madeira (AITRAM).
Os táxis que prestam serviço na Região Autónoma dos Açores diferem ligeiramente das características em vigor no resto do país, como a particularidade de disporem da caixa pintada de branco-marfim ou bege-marfim com duas faixas laterais de azul escuro, da inexistência de taxímetro e de dispositivo luminoso identificativo. Estas cores foram adoptadas, por disposição do Governo Regional no ano de 1994, para à semelhança da Madeira reproduzirem as cores principais da bandeira regional. Os táxis açorianos são representados por associações cuja jurisdição coincide com cada ilha do arquipélago.

## Cores

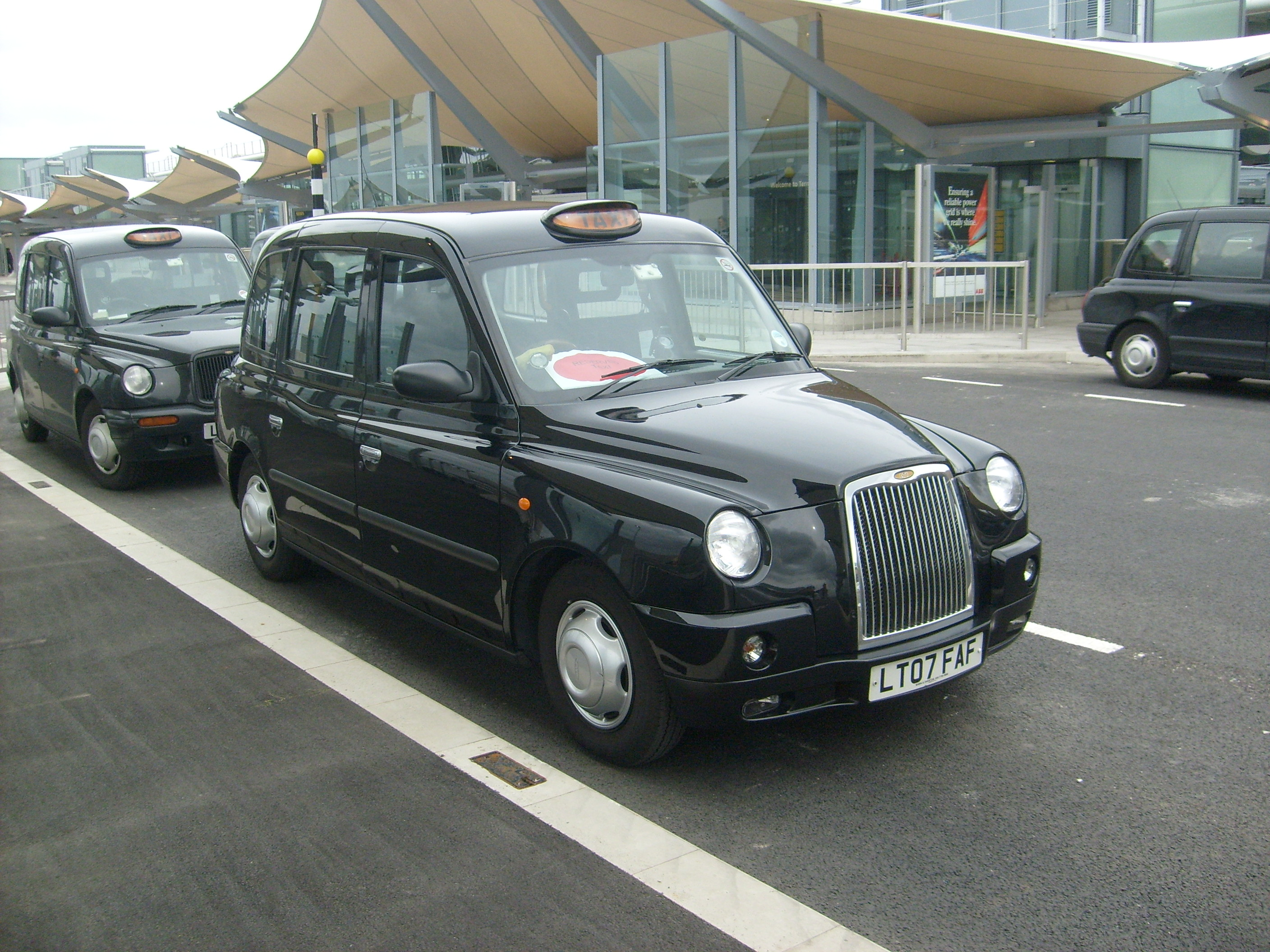
Cabs londrinos na cor preta, estacionados no Aeroporto de Heathrow.

Em alguns países, os táxis geralmente são pintados de uma cor específica para se destacarem, entretanto, suas cores podem variar conforme a localidade. Exemplos em cidades ao redor do mundo:
- Atenas - Amarelo[1]
- Barcelona - Amarelo e preto.[6]
- Berlim - Bege;[4]
- Buenos Aires - Preto e amarelo;[7]
- Cairo - Azul e branco, ou somente branco;[8]
- Hong Kong - Vermelho (área urbana), verde (Novos Territórios), azul (menos comum, operam na Ilha de Lantau).[9]
- Istambul - Amarelo;[10]
- Jerusalém - Branco;[11]
- Londres - Preto;
- Madrid - Branco e vermelho;[12]
- Miami - Amarelo, ou preto (particulares);
- Nova Iorque - Amarelo para todos os táxis;
- Paris - Branco;
- Praga - Amarelo;[13]
- Roma - Branco;[14]
- Tel Aviv - Branco;[15]
- Tóquio - Branco, preto (alto padrão);[16]
- Toronto - Amarelo, ou Laranja e verde.